# Stefan Landberg
Stefan Olof Ragnar Landberg (født 5. maj 1970 i Hultsfred, Sverige) er en svensk tidligere fodboldspiller (midtbane).
Landberg tilbragte hele karrieren i hjemlandet, hvor han blandt andet vandt to svenske mesterskaber med IFK Göteborg. Han var også med til at vinde den svenske pokalturnering med Kalmar FF i 1986, hvor holdet spillede i den næstbedste række.
Landberg spillede 16 kampe for det svenske landshold, som han debuterede for 11. november 1992 i en VM-kvalifikationskamp på udebane mod Israel. Den efterfølgende sommer scorede han sit enlige landsholdsmål i gruppens omvendte kamp mod Israel på Råsunda. Han var ikke en del af svenskernes endelige trup til sluturunden i USA, hvor holdet endte med at vinde bronze. Til gengæld deltog han for landets U/21-landshold ved OL 1992 i Barcelona.

## Titler
Allsvenskan
- 1995 og 1996 med IFK Göteborg

Svenska Cupen
- 1987 med Kalmar FF